# Marco Antônio Martins Almeida
Marco Antônio Martins Almeida (Juiz de Fora, 1961) es un ingeniero y político brasileño que se desempeñó como Ministro de Minas y Energía de su país.

## Carrera profesional
Marco Antônio Martins Almeida nació en el municipio mineiro de Juiz de Fora, en 1961. Estudió y se graduó de ingeniería civil en la Universidad de Brasilia. Posteriormente se especializó en ingeniería petrolera, convirtiéndose en técnico de carrera en Petrobras. En esta empresa fue responsable de las exploraciones y la explotación de petróleo y como jefe de la división de producción y comercialización Gas en las regiones de Sergipe/Alagoas. Así mismo, trabajó en João Fortes Engenharia y en el Banco do Brasil.
Comenzó a trabajar en el Gobierno de Brasil desde 1992, ocupando el puesto de Director del Departamento Nacional de Combustible y de coordinador en la Agencia Nacional de Petróleo. En 1999 comenzó a trabajar en el Ministerio de Minas y Energía y allí ocupó diversos cargos, entre ellos el director de Gas en la Secretaría de Petróleo y Gas del Ministerio En 2015, concedió una entrevista al periodista  André Trigueiro para el programa Ciudades y Soluciones, en la que defendió la explotación del gas de lutita mediante fracturación hidráulica, técnica conocida por su nombre en inglés fracking, argumentando que a pesar de todo el daño ambiental que produce, Brasil debería permitirlo para rebajar los costos de producción que soportan las empresas brasileñas.
Tras la renuncia del ministro Eduardo Braga, el 21 de abril de 2016 fue nombrado como Ministro de Minas y Energía por la presidenta Dilma Rouseff.